# Torres (настільна гра)
Torres — настільна гра для двох-чотирьох гравців, розроблена Вольфгангом Крамером та Міхаелем Кізлінгом. Вперше опублікована у 1999 році видавництвом FX, підрозділом Ravensburger, а також компанією Rio Grande Games. У 2000 році гра отримала нагороду Spiel des Jahres.
У 2005 році була випущена нова версія гри від Rio Grande Games.

## Комплектація гри
- 1 ігрове поле (з полем для підрахунку очок)
- 92 будівельні блоки для замків
- 24 лицарі
- 4 фішки для підрахунку очок
- 1 король
- 40 карт дій
- 8 карт майстра
- 4 довідкові карти (Кодекс)
- 3 карти підрахунку для початкових розстановок на 2/3/4 гравці (фази)

## Ігровий процес
Метою гри є побудова великих і могутніх замків як лицарі короля Кастилії.
Гравці використовують будівельні блоки, які додаються до зростаючих замків на ігровому полі, щоб розмістити своїх кольорових лицарів на якомога більших та вищих замках. Важливо пам'ятати, що ніхто не володіє замком, і кожен може будувати на будь-якому замку, дотримуючись правил будівництва: замки не можна поєднувати між собою, а висота замку не може перевищувати його основу.
Гра поділяється на три фази, кожна з яких складається з трьох-чотирьох раундів.

Наприкінці кожної фази проводиться підрахунок очок, де нараховуються бали за замки, в яких гравець бере участь. За кожного свого лицаря в замку гравець отримує основу замку, помножену на висоту поля, на якому стоїть лицар у балах.
На початку кожного раунду гравці мають п'ять очок дій, які вони можуть використати для збільшення замків, введення нових лицарів у гру, пересування лицарів на інші, ще не зайняті замки або для тягнення карт дій, що дозволяють спеціальні дії.
Основна версія гри є суто стратегічною.

Фактор удачі полягає у картах дій. Карта дії, яка коштує один пункт, дозволяє гравцеві виконати особливі ходи, які змінюють основні правила, такі як додавання додаткових будівельних блоків або отримання додаткових очок дій. Таким чином, гравець, який витягне потрібну карту, може значно вплинути на гру.
У майстерній версії кожен гравець має однаковий набір карт дій, з яких він може цілеспрямовано вибрати та зіграти одну карту на кожен раунд.